# Arhopala corinda
Arhopala corinda is een  image = CorindaHewitson1869OD.jpg
|vlinder uit de familie van de Lycaenidae. De wetenschappelijke naam van de soort is voor het eerst geldig gepubliceerd in 1869 door Hewitson.